# 柳沟南站
柳沟南站，是兰新客运专线上的一个车站，位于中国甘肃省酒泉市瓜州县布隆基乡柳沟村境内，距兰州西站891公里，距乌鲁木齐站895公里，已于2014年12月26日投入运营。本站于2018年增建通往敦煌铁路双塔站的联络线。

## 附近景区
- 敦煌
- 玉门
- 月牙泉
- 酒泉卫星发射中心
- 军马场